# Station de ski du mont Masik
La station de ski du mont Masik est une station de sports d'hiver situé en Corée du Nord.
Construite par l'armée nord-coréenne, elle a ouvert en 2013. Le complexe devrait avoir au total 110 km de pistes de ski. Il est situé au mont Masik qui culmine à 1 528 mètres. Kim Jong-un en a fait « un des symboles éclatants de sa politique de développement ». La Suisse a notamment qualifié cette station de « projet de propagande ».